# Eslovaquia en los Juegos Olímpicos de Lillehammer 1994
Eslovaquia estuvo representada en los Juegos Olímpicos de Lillehammer 1994 por un total de 42 deportistas que compitieron en 7 deportes.  
El portador de la bandera en la ceremonia de apertura fue el jugador de hockey sobre hielo Peter Šťastný. El equipo olímpico eslovaco no obtuvo ninguna medalla en estos Juegos.